# Museo delle tradizioni familiari
Il Museo delle tradizioni familiari è sito a Castiglione Messer Marino, in provincia di Chieti.

## Descrizione
Il museo ospita oggetti della cultura contadina. Nelle sale sono esposti utensili legati al lavoro di: casalinghe, artigiani, calzolai, ferrai e bottai, nonché foto storiche del paese e degli abitanti e la ricostruzione di un telaio.